# 克羅斯卡特火山

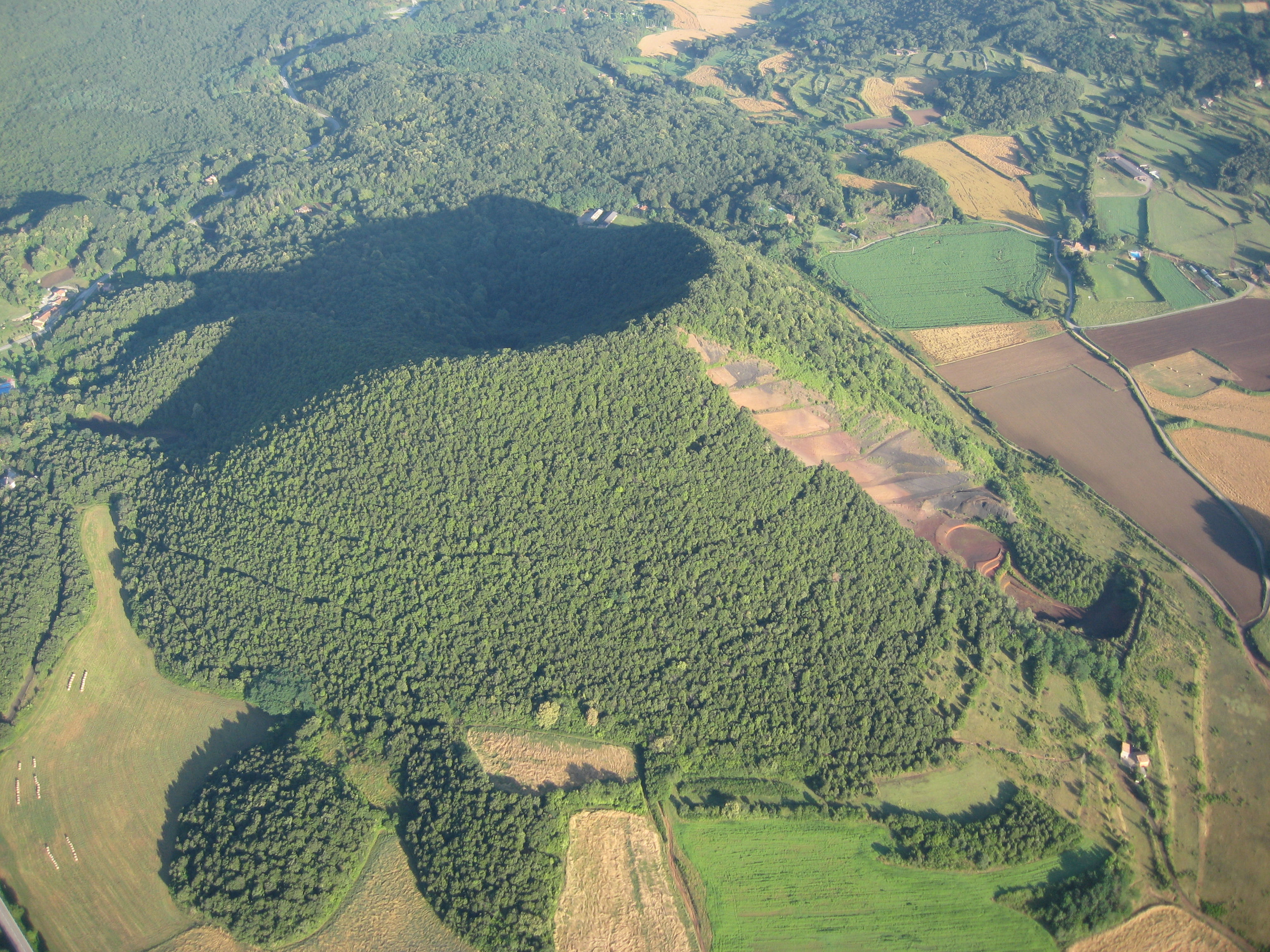

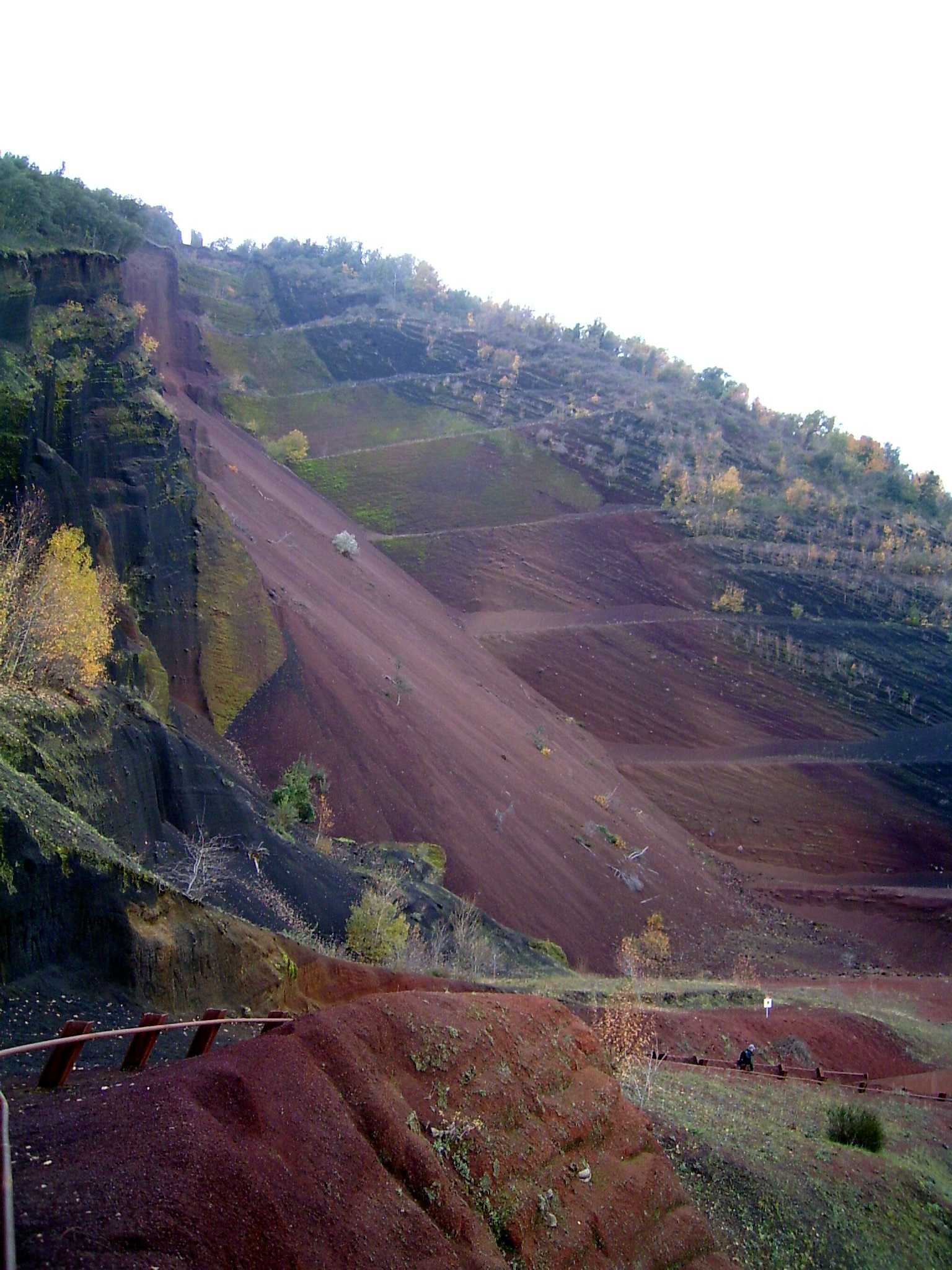

克羅斯卡特火山，是西班牙的火山，位於該國東北部加泰羅尼亞，屬於加泰羅尼亞橫斷山脈的一部分，海拔高度786米，最近一次火山噴發在11,500年前發生。